# John Laurinaitis
John Hodger Laurinaitis (* 31. Juli 1962 in Philadelphia, Pennsylvania) ist ein ehemaliger US-amerikanischer Wrestler, der zurzeit bei der WWE unter Vertrag steht.
Laurinaitis’ Bruder Joseph war ebenfalls Wrestler und wurde unter seinem Ringnamen Road Warrior Animal, als Teil des Tag Teams Road Warriors, bekannt. Sein Neffe James spielte 2009 bis 2015 bei den St. Louis Rams in der NFL American Football.

## Karriere

### Aktives Wrestling
Laurinaitis begann seine Karriere in der National Wrestling Alliance, wo er 1986 unter dem Namen Johnny Ace debütierte. Ab 1988 trat er auch in Japan bei All Japan Pro Wrestling auf. Dort nahm er mit dem Wrestler Dan Spivey an der Real World Tag League teil. 1989 kehrte er in die USA zurück und trat fortan in der NWA World Championship Wrestling an. Dort bildete er mit dem späteren Shane Douglas das Tag Team The Dynamic Dudes. Mit diesem gewann Laurinaitis 1989 zwei Mal die NWA Florida Tag Team Championship. 1990 kehrte er wieder nach Japan zu AJPW zurück. 1990 und 1991 gewann Laurinaitis zusammen mit Kenta Kobashi zwei Mal die AJPW All Asia Tag Team Championship. 1993 trat er zweimal in der WCW auf, die zwischenzeitlich die NWA verlassen hatte.
Im Jahr 1996 gewann Laurinaitis zusammen mit Steve Williams die AJPW World Tag Team Championship. Von 1997 bis 1999 errang er den Titel drei weitere Male (zweimal mit Kenta Kobashi und einmal mit Mike Barton). Am 9. Juni 2000 beendete Laurinaitis seine aktive Karriere, kehrte 2004 jedoch für ein Match bei Ohio Valley Wrestling zurück.

### Zeit nach dem aktiven Wrestling
Nachdem Laurinaitis 2000 seine aktive Karriere beendet hatte, wurde er noch im selben Jahr als Booker bei der WCW verpflichtet. Nach dem Ende der WCW im Jahr 2001 wurde Laurinaitis von der damaligen WWF übernommen. Dort wurde er jedoch nicht als Booker, sondern als Road Agent eingesetzt. 2004 trat er die Nachfolge von Jim Ross als Vizepräsident der Talent-Relations-Abteilung an und war bis Juni 2012 Leiter dieser Abteilung, ehe er diese Aufgaben an Paul Levesque abtreten musste.
Seit dem 17. Juli 2011, dem Money in the Bank-PPV der WWE, ist er regelmäßig im WWE-TV zu sehen. Dabei war er ab dem 10. Oktober 2011 Interim General Manager von RAW. Bei WrestleMania 28 am 1. April 2012 gewann ein von ihm aufgestelltes Team gegen eines des SmackDown-General Manager Theodore Long. Dadurch war er dauerhafter General Manager von RAW und SmackDown, ehe am 17. Juni 2012 bei der Großveranstaltung No Way Out Big Show ein Match gegen John Cena verlor und Laurinaitis daraufhin gemäß Storyline entlassen wurde.

## Erfolge

### Titel
- All Japan Pro Wrestling

- 4 × AJPW World Tag Team Champion 2× mit Kenta Kobashi und je 1× mit Mike Barton und Steve Williams
- 2 × All Asia Tag Team Champion mit Kenta Kobashi

- National Wrestling Alliance

- 2 × NWA Florida Tag Team Champion mit The Terminator

### Auszeichnungen
- Wrestling Observer
  - Match Of The Year 1996 mit Steve Williams gegen Jun Akiyama und Mitsuharu Misawa